# Avenida Francisco Bilbao

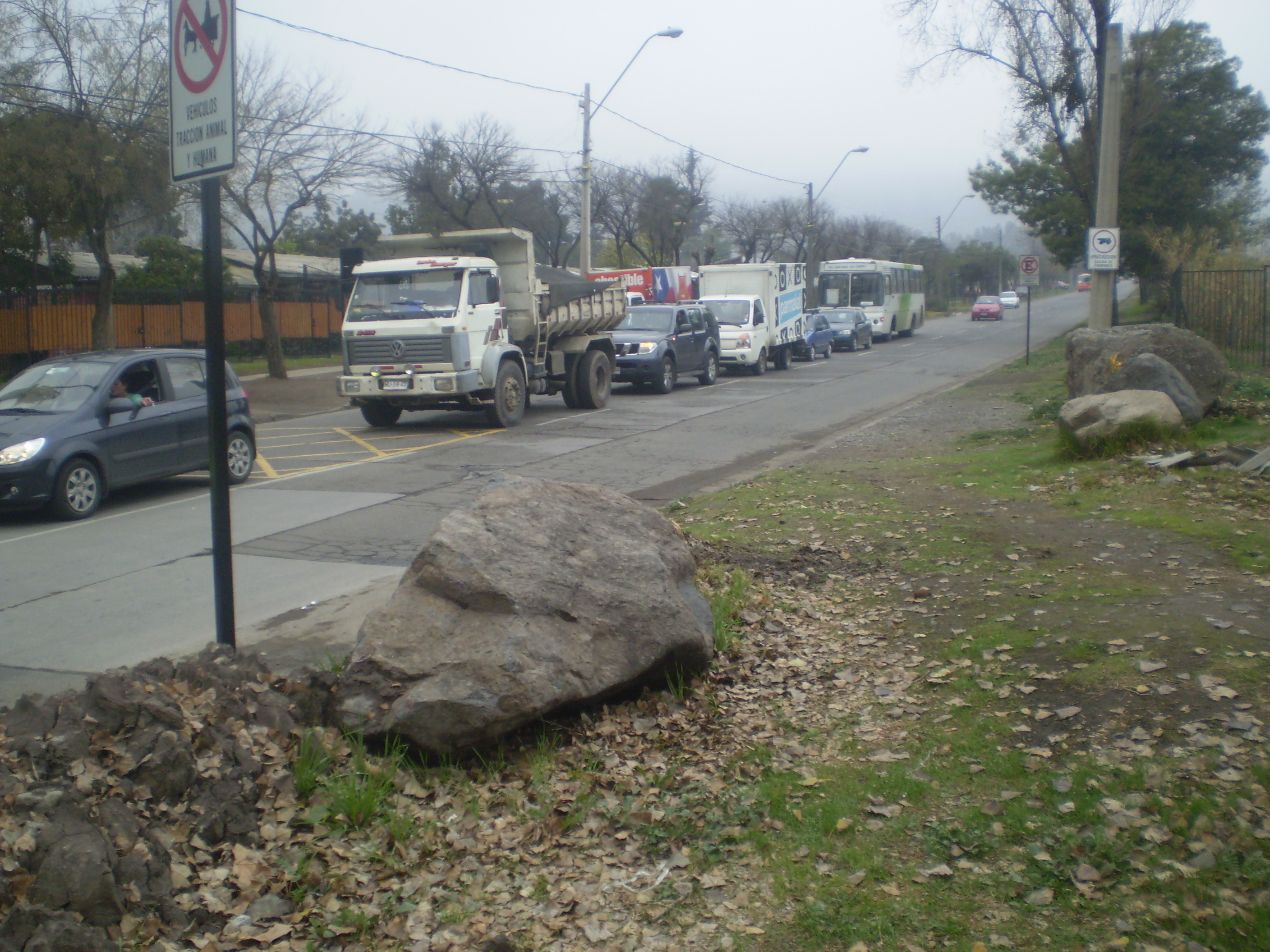
Nueva Bilbao, continuación de Francisco Bilbao y se conoce como Bilbao Oriente.

La avenida Francisco Bilbao (comúnmente llamada solo Avenida Bilbao) es una avenida del oriente de la ciudad de Santiago de Chile, que atraviesa la comuna de Providencia y luego se transforma en la calle que separa a la comuna de Las Condes con la comuna de La Reina. Esta calle lleva el nombre del escritor y político liberal chileno Francisco Bilbao, llamado el Apóstol de la Libertad.
Antes de la actual urbanización, en el siglo XIX, el lecho de la avenida correspondía a una de las quebradas que desembocaban en el Canal San Carlos, y hacía un cruce con el Canal Las Perdices, el cual hoy es la vereda de la Avenida Padre Hurtado.
La avenida Francisco Bilbao es la continuación de la calle Curicó cruzando la Avenida Vicuña Mackenna, en el límite de Providencia con Santiago, siguiendo de poniente a oriente hasta a la altura del Parque Intercomunal Padre Hurtado pasa a llamarse Avenida Nueva Bilbao, que es una avenida por un lado eriaza y por el otro un gran conjunto habitacional. Es una arteria vial tanto comercial (sobre todo en Providencia) como residencial, y a lo largo de su trayecto se cruza con el Metro tres veces: con la línea 5 en la estación Parque Bustamante, con la línea 6 en la estación Inés de Suárez, y con la línea 4 en la estación Francisco Bilbao. 
Su sentido de tránsito es de oriente a poniente hasta la intersección con Diagonal Rancagua; luego es de doble sentido. En este punto recibe el tráfico poniente-oriente que avanza por Avenida Rancagua y Diagonal Paraguay.
Entre 1917 y 1927 circuló por la avenida una línea de tranvías de sangre, denominada Ferrocarril Santiago Oriente, en el tramo entre las avenidas General Bustamante y Antonio Varas.

## Características
- La avenida Bilbao en sí es considerada una de las conocidas "Avenidas del automóvil[cita requerida]", como Diez de Julio Huamachuco, ya que esta es la calle del oriente de Santiago de Chile en que más autos se venden, ya que posee gran cantidad de automotoras; esta franja de compraventas e incluso de autos nuevos se extiende del sector del parque Bustamante (a una cuadra de su término) hasta la rotonda Tomás Moro, donde es más activa la compraventa de autos es en la comuna de Providencia donde también aumenta su flujo, después viene Las Condes y finalmente con menos locales de autos en La Reina.

Esta moda de que la avenida Bilbao fuera calle de autos comienza cuando en Chile y más bien en su capital se origina la gran compra de automóviles y en ese tiempo esas zonas del oriente tenían pocas tiendas de auto y ahí como esta calle es un límite en su mayoría se empezaron a establecer empresas extranjeras de autos de una gran calidad,lo que hoy provoca la mayoría del flujo vehicular en la zona de esta calle[cita requerida].

## Recorrido y continuaciones
De poniente a oriente, la Avenida Francisco Bilbao recibe los siguientes nombres:
- Sazié: desde Exposición hasta Coronel Pantoja
- Padre Felipe Gómez de Vidaurre: desde Coronel Pantoja hasta Lord Cochrane
- Tarapacá: desde Lord Cochrane hasta Avenida Santa Rosa
- Curicó: desde Avenida Santa Rosa hasta Avenida Vicuña Mackenna
- Avenida Francisco Bilbao: desde Vicuña Mackenna hasta Padre Hurtado - Providencia, La Reina y Las Condes (Residencial-comercial).
- Avenida Nueva Bilbao: desde Padre Hurtado hasta la Medialuna de Las Condes - Las Condes (Residencial)